# Aptoide
Aptoide е онлайн платформа за разпространение на мобилни приложения за Android.

## Описание
Идеята за Aptoide се появява още през 2009 година. За разлика от стандартния за операционната система Android онлайн магазин Google Play, Aptoide позволява на всеки потребител да създава и управлява свой собствен склад от приложения. Освен това продуктът е напълно безплатен и с отворен код.
Файловете, които изтегля потребителят, са в APK формат. Характерно за платформата е, че всеки може да качи свое приложение без абсолютно никакви такси, същевременно не така стои въпросът в Google Play. Именно поради по-голямата свобода, която се дава на крайния потребител, Aptoide в ранните си години скоростно набира популярност и към 2023 година е една от най-използваните алтернативи на Google Play с над 300 милиона потребители.